# Köthener See
Der Köthener See ist ein flaches Gewässer im Einzugsgebiet von Spree und Dahme mit einer Größe von 148 ha.

## Geographie
Der Köthener See gehört zum Territorium der Gemeinde Märkisch Buchholz im Brandenburgischen Landkreis Dahme-Spreewald. Er liegt am westlichen Rand des Unterspreewaldes am Fuß der Krausnicker Berge. Am Südufer liegt das Dorf Köthen, ein Gemeindeteil von Märkisch Buchholz. Der zu Köthen gehörende Wohnplatz Neuköthen befindet sich nördlich des Sees.
Der Köthener See erstreckt sich in Ost-West-Richtung und hat eine Länge von 2,25 km. Die größte Breite befindet sich im Osten und beträgt ca. 1 km. Das Volumen des Sees beträgt ca. 3 Mio. m³ und der See ist an der tiefsten Stelle 5 Meter tief. Östlich des Dorfes Köthen liegt eine Insel im See.

## Allgemeines
Ursprünglich gehörte der Köthener See zum Wassereinzugsgebiet der Spree. Seit dem Bau des Dahme-Umflutkanals wird Wasser aus der Spree über den Köthener See zur Dahme umgeleitet. Der Dahme-Umflutkanal mündet, aus östlicher Richtung von Leibsch kommend, in den nordöstlichsten Bereich des Sees und verlässt ihn schon nach einigen Hundert Metern wieder in Richtung Nordwesten. Weiteres Spreewasser wird dem Köthener See über den Randkanal von der Wasserburger Spree zugeführt. Der Köthener See ist Landeswasserstraße der Klasse C. Wegen einer Staustufe im Dahme-Umflutkanal in Märkisch-Buchholz, kurz vor der Einmündung in die Dahme, ist das Wassersystem jedoch nicht durchgehend schiffbar.
Das nördliche, westliche und südliche Ufer des Köthener Sees besteht aus höhergelegenen Talsanden und ist mit Kiefern- und Kiefernmischwald bestockt. Das östliche Ufer gehört zum Niederungsgebiet des Unterspreewaldes und ist vermoort. Wegen der intensiven Verlandungstendenz in diesem Bereich ist der östliche Teil des Sees mit den angrenzenden Moorflächen als Naturschutzgebiet „Verlandungszone Köthener See“ ausgewiesen. Der Röhrichtgürtel des Sees ist, von Bereichen am Nordufer abgesehen, ca. 30 bis 50 m breit. Am Ostufer beträgt die Breite des Röhrichtgürtels jedoch bis zu 200 m und mehr. Der Schmalblättrige Rohrkolben verdrängt zunehmen das Schilfrohr.
In Köthen befindet sich direkt am Ufer des Sees eine Jugendherberge mit Badestrand und Steganlage. Der Köthener See ist deshalb oft Reiseziel von jugendlichen Wasserwanderern. Der See ist vollständig privat gepachtet, Angelkarten können allerdings von jedermann erworben werden.

## Geologie
Der Köthener See liegt in einer glazialen Rinne, deren Ursprung schon in der Rinnenbildung der Elstereiszeit liegt. Die Gletscher späterer Eiszeiten nutzten ältere Rinnensysteme oftmals und haben dadurch deren Verlauf bis heute teilweise bewahrt. Die Rinne, die heute von der Spree ab Leibsch und vom Neuendorfer See genutzt wird, verläuft von Nordosten gegen die Krausnicker Berge kommend, und teilt sich hier in zwei Arme auf. Der nach Süden verlaufende Arm bildet heute die Talung des Unterspreewaldes. Der nach Westen zweigende Arm verläuft an der nördlichen Flanke der Krausnicker Berge. In diesem Rinnenabschnitt liegen der Köthener See und die sieben kleinen Heideseen bei Köthen. Der weitere Verlauf dieses Rinnenzweiges ist oberflächlich nicht mehr zu erkennen. Vor 20.000 Jahren nutzte der Gletscher des Brandenburger Stadiums der Weichselkaltzeit diese Rinne. Im Bereich der Heideseen befand sich damals ein Gletschertor und der daraus hervorquellende Gletscherstrom verschüttete den weiteren Verlauf der Rinne mit Sandersanden.
Die Mächtigkeit der limnischen Sedimente am Grund des Köthener Sees zeigt an, dass sich die Gletschersohle hier bei 30 bis 35 m ü. NN befand, und der See während der frühen Nacheiszeit eine Tiefe von bis zu 18 m gehabt haben muss. Heute besteht der Seegrund aus einer mächtigen Muddeschicht, so dass die tiefste Stelle nur noch ca. 2 m beträgt.
Trotz seiner Lage in einer glazialen Rinne, ist der Köthener See kein typischer Rinnensee. Im Bezug auf die Krausnicker Berge, die Endmoräne des weichselkaltzeitlichen Gletschers und den westlich vorgelagerten höher liegenden Sander kann man ihn als Endmoränenstausee betrachten.

## Hydromorphologie

### Schichtung und Zirkulation
Wegen seiner geringen Tiefe weist der Köthener See keine Schichtung der Wassermassen in verschiedene Temperatur- bzw. Konvektionsebenen auf. Eine vollständige Wasserzirkulation, angetrieben durch den Wind, besteht das ganze Jahr über. Nur bei geschlossener Eisdecke treten wegen der Dichteanomalie des Wassers Stagnationsphasen auf.
Entsprechend der Klassifikation von Seen nach der Anzahl der Vollzirkulationen im Jahr, ist der Köthener See, wie die meisten Flachseen der gemäßigten Zone, ein polymiktisches Gewässer.

### Chemische und trophische Charakteristik
Der Köthener See weist mit pH-Wert 8,1 schwach alkalische Verhältnisse auf. Nach einer, im Auftrag des Umweltbundesamtes erarbeiteten Dokumentation der Technischen Universität Cottbus, Lehrstuhl für Gewässerschutz, erbrachten die Messungen trophierelevanter Parameter im Zeitraum von 1992 bis 1994 Ergebnisse, die den See als hoch polytroph ausweisen. In dem Bemessungszeitraum betrug die Gesamtphosphorkonzentration zwischen 80 und 110 µg/l, im Frühjahr 1994 sogar 174 µg/l. Die Phosphorkonzentration korreliert mit der Menge und der Artenzusammensetzung der Kieselalgenflora. Die Chlorophyll a-Konzentration war mit Werten von 65 bis 100 µg/l extrem hoch. Die mittlere Gesamtstickstoffkonzentration lag 1992 bis 1994 unverändert bei 1,5 mg/l.
Für die Bestimmung bzw. Herleitung der potentiell natürlichen Trophie des Köthener Sees liegen keine ausreichenden Untersuchungsergebnisse vor. Dazu müssten umfangreiche Bohrkernanalysen zur Zusammensetzung der Diatomeenflora in der Muddeschicht des Seegrundes durchgeführt werden.